# 漢語中的日語借詞
漢語中的日語借詞指漢語由日語引入的借詞（日源外來詞）。是華語圈與日語圈之間語言交流的一部分。漢語從日本借用詞彙發生在近代，主要以漢字為媒介。日語借詞對現代漢語的形成有重要的作用。

## 概
中國與日本在東漢以來即產生有記載的聯繫。隋唐時期交流達到高峰。整個古代，中日之間的文化交流傳播可以認為是單向的，即由中國傳入日本。漢語中找不到由日本傳入的詞彙。近代以來，大量日語詞傳入中國。
在民國初年，漢語中通用的和製漢語就有數百條。其中不乏「～主義（-ism）」「～化（-ise）」這類造詞性很強的詞尾，在現代漢語中佔有相當的份量。其他比較常見的詞綴如下：
- ～團。例：工團、法團
- ～力。例：購買力
- ～型。例：大型、小型
- ～場。例：現場、廣場
- ～法。例：宪法，刑法
- ～性。例：技术性，主观恶性
- ～制。例：共和制，总统制
- ～會。例：工会，协会

以下分類別討論現代漢語中來自日語的詞彙。

### 和製漢語

#### 日本自制汉语词
19世紀時中國從日本輸入新詞，大部分進入漢語的日語借詞都是日語中的「和製漢語」。舉凡「電話」「幹部」「藝術」「否定」「肯定」「假設」「海拔」「直接」「雜誌」「防疫」「法人」「航空母艦」「象征」「商业」是屬於和製漢語日語借詞。但並不是所有日語中的「和製漢語」都在現代漢語中通用，如「介錯」「油斷」這類和製漢語詞都沒有進入漢語。

#### 古已有之的汉语词，常被误认为来自日语
有些词古汉语已经有了，且意义差别不大，不应当认为是来自日语。如：
- 革命：汤武革命、神龙革命，古义与今义几无差别。
- 所為：《易·繫辭上》：「知變化之道者，其知神之所為乎！」晉·陸機《吊魏武帝文》序：「諸舍中無所為，學作履組賣也。」
- 政府：《资治通鉴·唐宣宗大中二年》：「前凤翔节度使石雄诣政府自陈黑山、乌岭之功，求一镇以终老。」
- 紀律：《左傳·桓公二年》：「百官於是乎戒懼而不敢易紀律。」
- 宗旨：《北齐书·儒林传·孙灵晖》：「灵晖年七岁，便好学，日诵数千言，唯寻讨惠蔚手录章疏，不求师友。《三礼》及三《传》，皆通宗旨。」
- 封建[3][4]：柳宗元《封建论》，中国之“封建”一词与英文之feudalism有相同之处，此义非日本人自造。
- 契約：《魏書·鹿悆傳》：「契約既固，未旬，綜果降。」
- 警察：唐玄奘《大唐西域记·蓝摩国》：「野象群行，采花以散，冥力警察，初无间替。」古义警戒监察，与今义有关联，此义非日本人自造。
- 科學：《欽定千叟宴詩》「歐邏巴州西天西意逹里亞，臣所棲六城環以地中海，高墉架海橫天梯，人有醫、治、教、道四科學，物有金剛、珊瑚、哆囉珠、象犀。康熙九年入覲貢，自後歲奉金牒、航狻猊，懐仁、若望始守職跪奉。」

### 來源於「宛字」的詞
「宛字」，日語「／」。日語傳統上多用漢字，有時非漢語詞也利用漢字的讀音（音讀與訓讀皆可能用到）以漢字紀錄，如。這種做法最初是在假名未出現的時代使用（如萬葉假名），但假名出現後仍然常用。這種做法類似於六書的假借，但為區別於中國的假借，本文稱之為「宛字」。

#### 來源於和語宛字的詞
此類較少，常見的用例如「壽司（すし）」（本字是，是宛字）。

#### 來源於外來語宛字的詞
由於明治時期翻譯西洋詞（主要是專有名詞）時學術詞彙使用漢字詞表達還是主流，所以頻繁使用宛字翻譯。如 「倶樂部」、「浪漫」、「瓦斯」、「混凝土」、「淋巴」等，都被漢語借用。此類詞彙雖然看起來像是漢語詞，但實質上是對西語的音譯，故對日語來說，这些詞不屬於和製漢語，而是外來語。

### 和語詞以漢字寫法引入
絕大部分的和語的人名、地名等專有名詞是以漢字寫法而非讀音直接引入漢語。部分一般詞彙亦以漢字寫法直接引入漢語，如：取消、場合、立場、手續（（き））、出口、入口、取締、見習等。韓語中有更多此類用語的案例，如：、等。

### 日語自身讀法的音譯
此類詞彙多是日語本身非以漢字表達的詞彙，但華人習慣於以漢字引入日本詞彙（包括專有名詞），所以以音譯方式輸入了若干日本詞。如「卡拉OK」（カラオケ），「榻榻米」（畳）等。商標的例子較多，如「馬自達」（マツダ）、「日產」的俗名「尼桑」、「立邦漆」（Nippon Paint）等。

### 流通於台灣的日語借詞
由於台灣曾被日本統治50年，無論是臺語、台灣客家話或中華民國國語，日常所用的日語借詞數量相對於中國大陸（東北地區除外）、香港等其他地區比例更高。如「便當（弁当）」、「秀逗（ショート）」。
和製漢語詞彙數量在臺語中較中華民國國語多，在日治時期的漢文報紙中，夾雜和製漢語非常普遍。「改札係」（剪票員）、「驛」（車站）等詞彙已在戰後被國語詞彙取代，但現尚有「水道水」（tsuí-tō-tsuí，自來水）、「注文」（tsù-bûn，訂購）、「案內」（àn-nāi，帶路）、「看板」（khang-pang，招牌）等仍常用。甚至外來語如「oo-tó-bái」（オートバイ，摩托車）、「bì-lù」（ビール，啤酒）、「jiàn-bà」（ジャンパー，夾克），和語如「阿莎力」（a-sá-lih，果斷）「歐巴桑」（oo-bá-sáng，阿姨）「sa-sí-mih」（刺身，生魚片），都自然平常地使用在臺語當中。
許多早年曾在中國大陸使用而目前已少用的和製漢語詞，如“攝護腺”（前列腺）等，在台灣仍繼續使用。

### 流通于东北地区的日语借词
由于东北地区曾有日本租借地关东州（1905年－1945年）和傀儡政权满洲国（1932年－1945年），东北诸方言（东北官话、胶辽官话、北京官话）日常所用的日语借词数量相对于关内比例更高。
和制汉语词汇数量在东北官话中较普通话多，“町”“番地”“出张”“主催”“急行券”“放送局”“厚生科”“幼稚园”“表题”“下记”“料”等词汇已在战后被普通话词汇取代，但现尚有“便所”（厕所、卫生间）、“果子”（点心、糕点、糖果） 、“生徒”（学生、学徒）、“邮便”（邮政、邮件）等仍常用。甚至外来语如“瓦斯”（wǎsi/gási，ガス，煤气、天然气）、“晚霞子”（wǎnxiázi，ワイシャツ，女式衬衫），和语如“古鲁码”（gǔlúmǎ，くるま，汽车）、“磨机”（mòji，もち，粘糕、打糕）、“榻榻密”（tǎtamì，たたみ，床垫、蒲苇草垫），都自然平常地使用在东北官话当中。

### 日本流行文化引進的和製漢語
20世紀末起，由於日本電玩、动漫、流行音乐、影視等大量進入中文圈，也有許多詞語，如「聲優」「女優」「攻略」等已經開始在漢語打開知名度。
如「暴走（失控）」一詞因新世紀福音戰士而進入ACG迷的生活圈，而「達人（專家）」一詞也開始經常出現在報章、雜誌上。一般來說這個時期進入漢語的和製漢語詞由於時期尚短，社會仍持保留態度看待，只將它們當作一種「流行用詞」，並沒有真正將他視為「漢語」的一部分。
但部份用來描述社會現象，無法準確翻譯成中文的和製漢語，如「暴走族」、「援交」、「少子化」、「人氣」等詞彙，已經經常被中國大陸、香港與台湾的社交媒體或新聞媒體直接採用了。

## 接受日語借詞的矛盾
現在漢語在向日語借詞的過程中，並非全盤接納，其中也經過排斥、抵抗，但最後日語借詞仍大量湧入。
例如嚴復就強烈反對冒用日語借詞，他提倡使用「計學」取代「經濟學」、使用「群」取代「社會」（類推「群學」取代「社會學」）、使用「玄学」取代「形而上学」、使用「天演」取代「進化」等，學界習稱「嚴譯」。而嚴復也不是一概否定日本譯詞，例如他接受「自由」一字作為「liberty」、「freedom」之譯名，並嘗言：「西名東譯，失者固多，獨此無成，殆無以易。」不過，嚴復对使用日语借词持相当的反对态度，他曾说过：“近闻青年人多用‘自由’‘运动’之外词，艰深难懂，其实不必。吾国自可翻译，何须拾人牙慧？”1899年起，開始採用「自繇」而非「自由」，這是因爲「繇」與「由」字在含義上有微妙的差異。
也有少數新製漢語取代日語借詞的例子，如「邏輯（logic的音譯）」取代和製漢語的「論理」。
從和製漢語的特徵來說，日本人製造和製漢語，好用兩字詞。而精通文言文的中國學者翻譯時好用單字單詞。
在白話文運動後，由於溝通上的需要，兩字詞較為穩定、口語上容易理解，或許是和製漢語借詞最後於中文紮根的主因。

## 
漢語詞彙眾多，要判斷某個詞是否來自日語有時並不容易，因为近代日语也通过中文的书籍（例如《海国图志》）和英华字典吸收了许多当时的汉语新词，許多詞難以考證。尤其有些「半和製漢語」原為漢語詞，只是日本學者先確立其作為某西語詞的對譯語後，漢語再傚仿。此類詞彙是否屬於日語借詞也有爭議。

### 引用
1. ↑  崔崟;丁文博(2012)《日源外來詞探源》北京：世界圖書出版公司
2. ↑  .   [2009-01-01]. （原始内容存档于2008-12-01）.
3. ↑  陳心慧譯、岡田英弘著《世界史的誕生》：「日本將西洋史的誤譯為封建制，這是因為西洋史學者不具有中國史的知識，而東洋史學者也不具有歐洲史的知識，雙方沒有相互糾正錯誤的能力。……日本的西洋史將誤譯為封建制的結果，影響了日本的東洋史，讓人有一種在西元前221年秦始皇統一中國之前，中國就已經實行的錯誤印象。」，頁210-211。
4. ↑  日知在 《 “ 封建主义” 问题 (论 feudlism 百年来的误译)》 一文中说严复是最早把 feudlism 翻译为 “ 封建 ” 的 (载 《世界历史》 1991 年第 6 期), 黄仁宇在 《大历史》 自序的注中, 则说是日本人首先把 feudlism 翻译成 “ 封建 ” 。 外来词词典记述来自日本的外来词中确实列有 “ 封建” 一词。 日本何时以 “封建” 对译 “ feudalism” , 尚待查考, 但 1903 年初马君武在 《社会主义与进化论比较》 一文中即提到 “欧洲封建分立之制” , 这里的 “ 封建 ” 显然是 “ feudalism” 的对译, 可能是沿用了日本的译文。 这时 《社会通诠》 还没有出版 。所以不能排除严复采取日本译名的可能性。
5. ↑  . 新華網. 2006-07-10. （原始内容存档于2017-06-01）.
6. ↑  郭晓颖. . 科技信息. 2012, (35): 677.
7. ↑  韩柏. . 汉字文化. 2022, (21): 187.
8. ↑  肖澜、李海默：试说“气类自繇” （页面存档备份，存于）
9. ↑  .   [2009-01-01]. （原始内容存档于2007-09-30）.
10. ↑  . www.chinainperspective.com.   [2020-12-29]. （原始内容存档于2019-06-09）.

## 外部連結
- 黃克武：〈新名詞之戰：清末嚴復譯語與和製漢語的競賽 （页面存档备份，存于）〉。
- 沈國威：〈新名词与辛亥革命时期之中国[永久]〉。
- 现代汉语中的日语"外来语"问题-王彬彬